# André Moreira (Radsportler)
André Moreira Vital (* 22. November 1982 in Viana do Castelo) ist ein portugiesischer Radrennfahrer.
André Moreira begann seine Karriere 2004 bei dem Radsport-Team Carvalhelhos-Boavista. Seinen ersten Etappensieg feierte er 2005 bei der Troféu Joaquim Agostinho. Seit 2006 fährt er für das portugiesische Continental Team Madeinox-Bric-A.R. Canelas. Bei der Algarve-Rundfahrt 2006 wurde Moreira einmal Etappendritter und belegte in der Gesamtwertung den vierten Rang hinter dem Sieger João Cabreira.
Wegen wiederholter Abwesenheit bei Trainingskontrollen wurde Moreira 2008 für sechs Monate gesperrt.

## Erfolge
- 2005: eine Etappe Troféu Joaquim Agostinho
- 2007: eine Etappe Vuelta a Extremadura; eine Etappe Grand Prix CTT Correios

## Teams
- 2004: Carvalhelhos-Boavista
- 2005: Carvalhelhos-Boavista
- 2006: Madeinox-Bric-A.R. Canelas
- 2007: Madeinox-Bric-Loulé
- 2008: Madeinox-Boavista